# Saint-Gabriel-Lalemant
Saint-Gabriel-Lalemant est une municipalité du Québec située dans la MRC de Kamouraska dans le Bas-Saint-Laurent. Elle est l'une des sept municipalités du Parc régional du Haut-Pays de Kamouraska.

## Toponymie

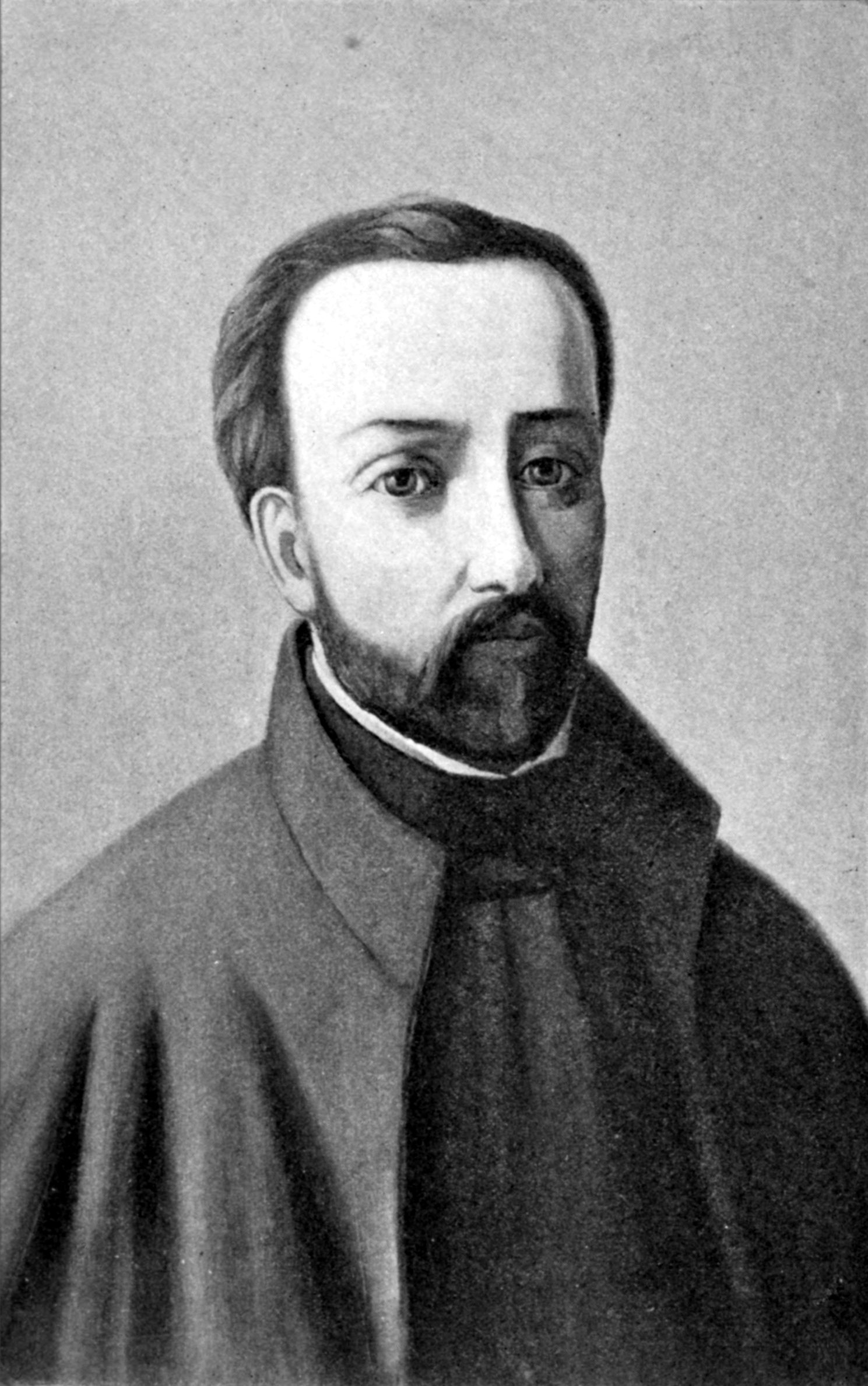
Gabriel Lalemant, missionnaire jésuite français et un des huit martyrs canadiens, canonisé par le pape Pie XI en 1930

Elle est nommée en l'honneur de Gabriel Lalemant, missionnaire jésuite français et un des huit martyrs canadiens. Le nom de la municipalité était auparavant orthographié sous la forme « Saint-Gabriel-Lallemant ».

## Histoire
La municipalité de Saint-Gabriel-Lalemant faisait partie de la Seigneurie de la Bouteillerie de Rivière-Ouelle. En 1801, une première famille obtient "une terre en bois debout, sise et située sur le 5e rang de la Seigneurie de la Bouteillerie, au sud-est du Brise Culotte, au lieu nommé les Bois brûlés". Dans la même année, sept autres concessions sont cédées. Entre 1804 et 1811, seulement trois terres sont concédées. 
En 1813, la seigneurie de la Bouteillerie de Rivière-Ouelle passe aux mains de Pierre Casgrain, marchand établi à Rivière-Ouelle. Celui-ci concède rapidement 35 terres sur le territoire de l'actuelle Saint-Gabriel. À cette époque, les actes notariés ne font plus mention des Bois brûlés mais parlent du Rang 5 ou du Rang du petit lac, lequel est entièrement concédé. À partir de mars 1816, c'est vers le 6e rang qu'on redirige les colons. La totalité de l'actuel rang d'Anjou est cédée en quatre jours, tandis que l'actuel rang Chénard est divisé entre douze propriétaires en moins d'un mois.
Au milieu du XIXe siècle, le village se développe et porte le nom de Village Saint-Pierre, ou Lac Saint-Pacôme. En 1850, un groupe de citoyens établis dans l'actuelle Saint-Pacôme adresse une requête au diocèse de Québec en vue de créer une nouvelle paroisse, rassemblant les rangs 3, 4, 5 et 6 de Rivière-Ouelle. La nouvelle paroisse de Saint-Pacôme est érigée le 8 février 1851. 
Le 15 août 1938, les francs-tenanciers des rangs 5 et 6 voulant à leur tour former leur propre paroisse, envoie une pétition à l'archevêque de Québec, le cardinal Jean-Marie Rodrigue Villeneuve, signée par 115 citoyens. L'acte d'érection canonique est signé le 8 décembre 1938 par le cardinal Villeneuve.

## Géographie
La municipalité de Saint-Gabriel-Lalemant est située à 150 km au nord-est de Québec. Elle est entourée au nord par Saint-Pacôme, à l'est par Mont-Carmel, au sud par le 9e rang et à l'ouest par Saint-Onésime-d'Ixworth. 
La rivière Ouelle délimite le nord-ouest de la municipalité du sud-ouest vers le nord. 
La La Grande Rivière fait une brève incursion dans l'ouest jusqu'à sa confluence avec la rivière Ouelle.
La rivière Chaude traverse la pointe sud-ouest de la municipalité vers l'ouest.
À partir de son crénon, dans le sud-est, la rivière Saint-Denis coule vers le nord-est.
À partir de son crénon, dans le nord-est, la rivière Kamouraska coule vers le nord-est.
La municipalité comprend également trois lacs : à l'est, le Lac Saint-Pierre, partagé avec la municipalité de Mont-Carmel; au nord, le Lac Rond et le Marais.

## Démographie
| 1996 | 2001 | 2006 | 2011 | 2016 | 2021 |
| ---- | ---- | ---- | ---- | ---- | ---- |
| 883  | 859  | 788  | 799  | 716  | 660  |

## Administration
Les élections municipales se font en bloc pour le maire et les six conseillers.
| Saint-Gabriel-Lalemant Maires depuis 2005                                                                            |                   |         |          |
| Élection | Maire             | Qualité | Résultat |
| 2005 | Raymond Chouinard |         | Voir     |
| 2009 | Raymond Chouinard | Voir    |          |
| 2013 | Raymond Chouinard | Voir    |          |
| 2017 | René Lavoie       |         | Voir     |
| 2021 | Gilles DesRosiers |         | Voir     |
| Élection partielle en italique Depuis 2005, les élections sont simultanées dans toutes les municipalités québécoises |                   |         |          |

## Personnages célèbres
- Victor Bérubé (20 mai 1935-2 décembre 1983), fils d'Edmond Bérubé et de Bernadette d'Anjou de Saint-Gabriel-Lalemant, chanteur populaire dans les années 1960-1970.

Gerry Ko.    Chanteur.     Né à St-Gabriel Lalemant en 1943-      Fils de Wilfrid Gagnon et de Antoinette Beaulieu